# Szczerzbowo
Szczerzbowo [ʂt͡ʂɛʐˈbɔvɔ] (deutsch Scziersbowen, 1927 bis 1945 Talhausen) ist ein Dorf in der polnischen Woiwodschaft Ermland-Masuren. Es gehört zur Gmina Mrągowo (Landgemeinde Sensburg) im Powiat Mrągowski (Kreis Sensburg).

## Geographische Lage
Szczerzbowo liegt inmitten der Woiwodschaft Ermland-Masuren, elf Kilometer nordöstlich der Kreisstadt Mrągowo (deutsch Sensburg).

## Geschichte
Das nach 1785 Sczersbowen, vor 1818 Sziorsbowen, nach 1818 Szersbowen und bis 1927 Scziersbowen (auch: Sziersbowen) genannte Dorf wurde 1874 in den Amtsbezirk Budzisken (polnisch Budziska) eingegliedert. Dieser wurde 1932 in „Amtsbezirk Wachau“ umbenannt, bestand bis 1945 und gehörte zum Kreis Sensburg im Regierungsbezirk Gumbinnen (ab 1905: Regierungsbezirk Allenstein) in der preußischen Provinz Ostpreußen. Scziersbowen wurde am 8. Oktober 1927 in „Talhausen“ umbenannt.
Aufgrund der Bestimmungen des Versailler Vertrags stimmte die Bevölkerung in den Volksabstimmungen in Ost- und Westpreussen am 11. Juli 1920 über die weitere staatliche Zugehörigkeit zu Ostpreußen (und damit zu Deutschland) oder den Anschluss an Polen ab. In SSziersbowen stimmten 120 Einwohner für den Verbleib bei Ostpreußen, auf Polen entfielen keine Stimmen.
Als 1945 in Kriegsfolge das gesamte südliche Ostpreußen an Polen überstellt wurde, war auch Talhausen davon betroffen. Es erhielt die polnische Namensform „Szczerzbowo“. Heute ist das Dorf Sitz eines Schulzenamtes (polnisch Sołectwo) und somit eine Ortschaft im Verbunde der Gmina Mrągowo (Landgemeinde Sensburg) im Powiat Mrągowski (Kreis Sensburg), bis 1998 der Woiwodschaft Olsztyn (Allenstein), seither der Woiwodschaft Ermland-Masuren zugehörig.

### Einwohnerzahlen
| Jahr | Anzahl |
| ---- | ------ |
| 1867 | 207    |
| 1885 | 198    |
| 1905 | 156    |
| 1910 | 143    |
| 1933 | 155    |
| 1939 | 146    |
| 2011 | 197    |

## Kirche
Bis 1945 war Scziersbowen resp. Talhausen in die evangelische Kirche Eichmedien in der Kirchenprovinz Ostpreußen der Kirche der Altpreußischen Union sowie in die katholische St.-Adalbert-Kirche Sensburg im damaligen Bistum Ermland eingepfarrt.
Heute gehört Szczerzbowen zur evangelischen Kapelle Ryn in der Diözese Masuren der Evangelisch-Augsburgischen Kirche in Polen bzw. zur katholischen Pfarrkirche Nakomiady im jetzigen Erzbistum Ermland in der polnischen katholischen Kirche.

## Verkehr
Szczerzbowo liegt verkehrsgünstig, da über zwei Hauptstraßen gut zu erreichen: von der polnischen Landesstraße 59 (einstige deutsche Reichsstraße 140) im Abzweig Sądry (Zondern) und von Woiwodschaftsstraße 591 im Abzweig Szestno (Seehesten) über Wyszembork (Weißenburg). Eine Bahnanbindung besteht nicht.